# Eparchia anadyrska i czukocka
Eparchia anadyrska i czukocka – jedna z eparchii Rosyjskiego Kościoła Prawosławnego, obejmująca Czukocki Okręg Autonomiczny. Katedra eparchii, sobór Trójcy Świętej, znajduje się w Anadyrze.
Eparchia została utworzona 19 lipca 2000 postanowieniem Świętego Synodu, poprzez wydzielenie z eparchii magadańskiej.

## Biskupi anadyrscy i czukoccy
- Diomid (Dziuban), 2000–2008[3]
- Nikodem (Czibisow), 2009–2011[4]
- Serafin (Głuszakow), 2011[5]–2015[6]
- Mateusz (Kopyłow), 2016–2018 (od 2017 arcybiskup)
- Hipacy (Gołubiew), od 2018[2]

## Dane statystyczne
W 2017 r. eparchia dzieliła się na 6 dekanatów, grupujących 10 parafii i 6 filii. W eparchii działało 13 księży, w tym 5 zakonnych.